# بزرگراه ۱ آسیا
بزرگراه ۱ آسیا  (به انگلیسی: AH1)، بزرگراهی است که از بزرگراه کمربندی توشین در مرکز توکیو پایتخت ژاپن شروع شده و پس از گذشتن از کره شمالی، چین، ویتنام، کامبوج، تایلند، میانمار، هند، بنگلادش، هند، پاکستان، افغانستان، ایران، در مرز بین ترکیه و بلغارستان خاتمه پیدا می‌کند . طول این بزرگراه ۲۰۵۵۷ کیلومتر است و بزرگترین بزرگراه آسیا شمرده می‌شود.

## شعبات بزرگراه شمارهٔ یک آسیا در ایران
- جاده شمارهٔ ۳۶ : اسلام قلعه - تایباد
- جاده شمارهٔ ۹۷: تایباد- سنگ بست
- جاده شمارهٔ ۴۴: سنگ بست - نیشابور - سبزوار - شاهرود - دامغان - سمنان - تهران
- آزادراه شمارهٔ ۲: تهران - قزوین - زنجان - تبریز
- جاده شمارهٔ ۳۲: تبریز - مرند - بازرگان

## نگارخانه

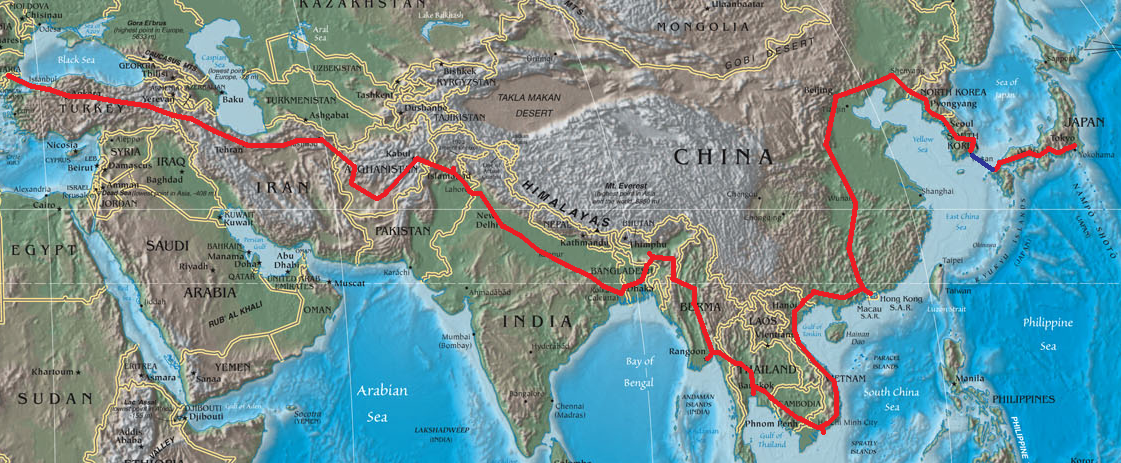
بزرگراه شماره یک آسیا.
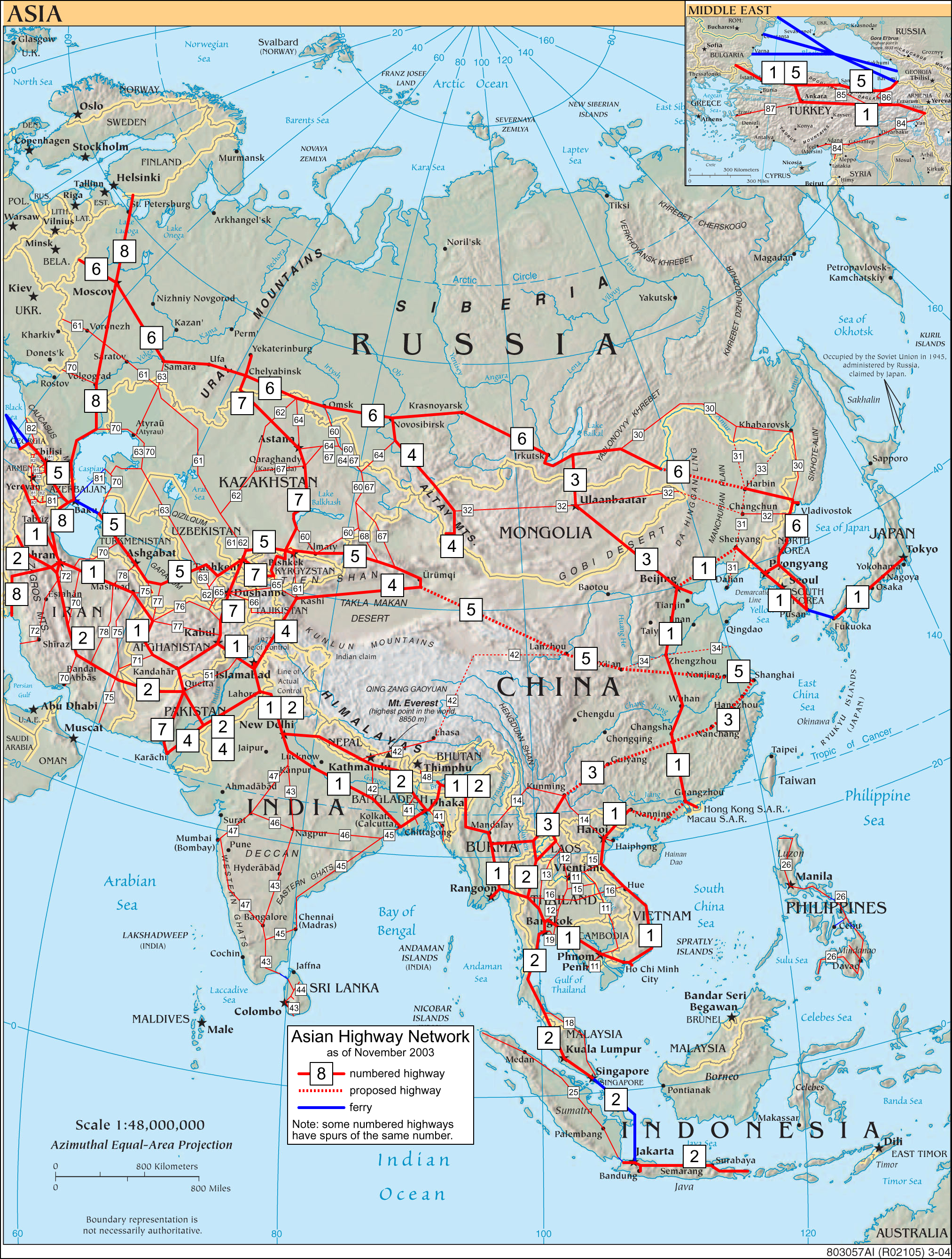
بزرگراه‌های آسیا
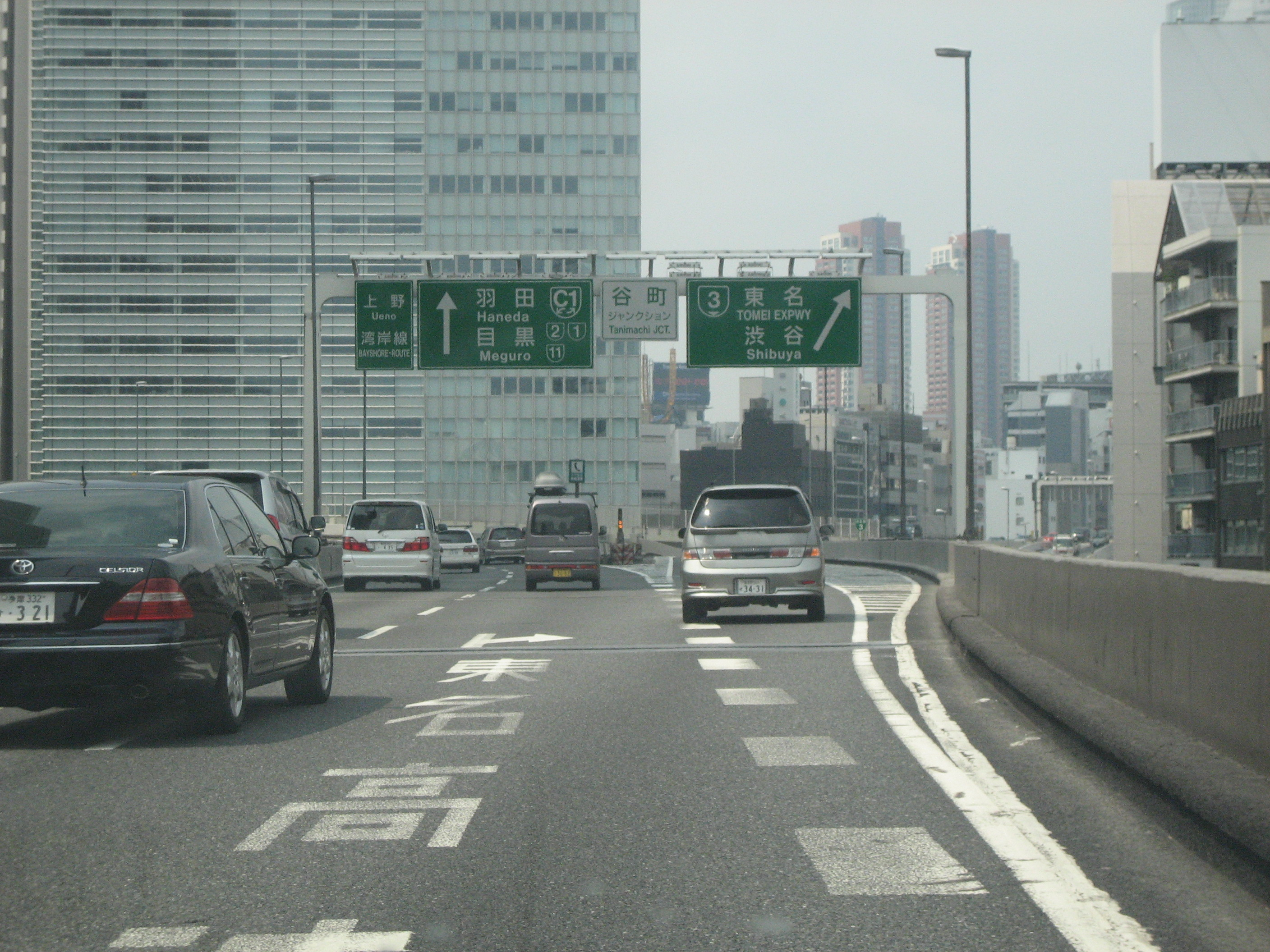
بزرگراه کمربندی توشین در ژاپن سرآغاز بزرگراه شمارهٔ یک آسیا